# Château de Launay (Ploërdut)
Le château de Launay est un édifice situé à Ploërdut en France.

## Localisation
Le château est situé sur le territoire de la commune de Ploërdut, au lieu-dit Launay, dans le département du Morbihan en région Bretagne.

## Description
Le château est un édifice double en profondeur, de plan allongé composé d'un corps central de cinq travées, prolongé par deux pavillons en léger retrait de deux travées chacun et par deux petites annexes en rez-de-chaussée. Le corps principal est couvert d'un toit brisé, les annexes latérales d'un toit en carène. Des lucarnes viennent couronner chaque travée, les trois travées centrales étant surmontées d'un massif maçonné couronné d'un large fronton cintré orné d'armoiries. Ensemble de communs. Intérieur : grand hall d'entrée à colonnade avec escalier monumental ; bibliothèque lambrissée. Le château est un pastiche d'architecture de style Louis XVI construit au début du XXe siècle, par ses proportions monumentales, il est l'un des édifices de ce type les plus remarquables à l'échelle régionale. Le grand hall d'entrée avec péristyle et escalier est conservé, le décor intérieur semble avoir été fortement épuré à l'occasion d'un réaménagement récent. Il accueille aujourd'hui des chambres d'hôtes, les espaces de réception semblent avoir conservé leur décor d'origine.

## Historique
Le château a été reconstruit au début du XXe siècle à l'emplacement d'un édifice datant probablement des XVIIIe et XIXe siècles, ce dernier a été vendu en 1909 par Henri Edouard Jonglez de Ligne à M. de Monti de Rézé, qui le remplace par une construction néo-XVIIIe. Des vestiges d'un ancien manoir subsistent dans le parc. 
Il appartenait à la famille de Monti de Rezé.
Il est inscrit à l'inventaire général du patrimoine culturel.